# Filmfare Awards (1961)
8-я церемония награждения Filmfare Awards проводилась в 1961 году, в городе Бомбей. На ней были отмечены лучшие киноработы на хинди, вышедшие в прокат до конца 1960 года. Лучшим фильмом года был признан исторический эпос «Великий Могол» режиссёра К. Асифа.

## Список лауреатов и номинантов

### Основные премии
| Категории                         | Фото лауреатов | Лауреаты и номинанты                                        | Фильмы                                                      | Роли                                                        |
| --------------------------------- | -------------- | ----------------------------------------------------------- | ----------------------------------------------------------- | ----------------------------------------------------------- |
| Лучший фильм                      | Лучший фильм   | • «Masoom» (реж. Сатьен Босе, прод. комп. Bani Rupa Chitra) | • «Masoom» (реж. Сатьен Босе, прод. комп. Bani Rupa Chitra) | • «Masoom» (реж. Сатьен Босе, прод. комп. Bani Rupa Chitra) |
| Лучший фильм                      | Лучший фильм   | • «Великий Могол» (реж. и прод. К. Асиф)                    |                                                             |                                                             |
| Лучший фильм                      | Лучший фильм   | • «Parakh» (реж. и прод. Бимал Рой)                         |                                                             |                                                             |
| Лучшая режиссёрская работа        |                | • Бимал Рой                                                 | «Parakh»                                                    | «Parakh»                                                    |
| Лучшая режиссёрская работа        | • К. Асиф      | «Великий Могол»                                             | «Великий Могол»                                             |                                                             |
| Лучшая режиссёрская работа        | • Кишор Саху   | «Dil Apna Aur Preet Parai»                                  | «Dil Apna Aur Preet Parai»                                  |                                                             |
| Лучшая мужская роль               |                | • Радж Капур                                                | «Мошенник»                                                  | Чхалия                                                      |
| Лучшая мужская роль               | • Дев Ананд    | «Чёрный рынок»                                              | Рагхувир                                                    |                                                             |
| Лучшая мужская роль               | • Дилип Кумар  | «Кохинур»                                                   | Дивендра Пратап Бахадур Чандрабхан                          |                                                             |
| Лучшая женская роль               |                | • Бина Рай                                                  | «Ghunghat»                                                  | Парвати / Джамуна                                           |
| Лучшая женская роль               | • Мадхубала    | «Великий Могол»                                             | Надира / Анаркали                                           |                                                             |
| Лучшая женская роль               | • Нутан        | «Мошенник»                                                  | Шанти                                                       |                                                             |
| Лучшая мужская роль второго плана |                | • Агха                                                      | «Ghunghat»                                                  | Агха                                                        |
| Лучшая мужская роль второго плана | • Мотилал      | «Parakh»                                                    | сэр Джайгдиш Чандра Рой                                     |                                                             |
| Лучшая мужская роль второго плана | • Рехман       | «Полная луна»                                               | Пьяремохан / Наваб Сахиб                                    |                                                             |
| Лучшая женская роль второго плана |                | • Нанда                                                     | «Aanchal»                                                   | Нанда                                                       |
| Лучшая женская роль второго плана | • Лалита Павар | «Aanchal»                                                   | мать                                                        |                                                             |
| Лучшая женская роль второго плана | • Кумкум       | «Кохинур»                                                   | Раджлакшми                                                  |                                                             |

### Музыкальные премии
| Категории               | Фото лауреатов   | Лауреаты и номинанты       | Фильмы                     | Песни                      |
| ----------------------- | ---------------- | -------------------------- | -------------------------- | -------------------------- |
| Лучшая музыка к песне   |                  | • Шанкар-Джайкишан         | «Dil Apna Aur Preet Parai» | «Dil Apna Aur Preet Parai» |
| Лучшая музыка к песне   | • Рави           | «Полная луна»              | «Полная луна»              |                            |
| Лучшая музыка к песне   | • Наушад         | «Великий Могол»            | «Великий Могол»            |                            |
| Лучшие слова к песне    |                  | • Шайлендра                | «Dil Apna Aur Preet Parai» | «Ajeeb Dastan Hai Yeh»     |
| Лучшие слова к песне    | • Шакил Бадаюни  | «Полная луна»              | «Chaudhvin Ka Chand Ho»    |                            |
| Лучшие слова к песне    | • Шакил Бадаюни  | «Великий Могол»            | «Pyar Kiya To Darna Kya»   |                            |
| Лучший закадровый вокал |                  | • Мохаммед Рафи            | «Полная луна»              | «Chaudhvin Ka Chand Ho»    |
| Лучший закадровый вокал | • Лата Мангешкар | «Великий Могол»            | «Pyar Kiya To Darna Kya»   |                            |
| Лучший закадровый вокал | • Лата Мангешкар | «Dil Apna Aur Preet Parai» | «Ajeeb Dastan Hai Yeh»     |                            |

## Технические награды
| Категории                            | Лауреаты и номинанты                              | Фильмы          |
| ------------------------------------ | ------------------------------------------------- | --------------- |
| Лучший сюжет                         | • Руби Сен                                        | «Masoom»        |
| Лучший сюжет                         | • Сагхир Усмани                                   | «Полная луна»   |
| Лучший сюжет                         | • Салил Чоудхури                                  | «Parakh»        |
| Лучший диалог                        | • Аман, Камал Амрохи, Ваджахат Мирза, Эхсан Ризви | «Великий Могол» |
| Лучший монтаж                        | • Муса Мансур                                     | «Кохинур»       |
| Лучшая операторская работа           | • Р. Д. Матхур                                    | «Великий Могол» |
| Лучшая работа художника-постановщика | • Бирен Наг                                       | «Полная луна»   |
| Лучший звук                          | • Джордж де Круз                                  | «Parakh»        |